# Anthomedusae
Anthomedusae – Rząd stułbiopławów. Obejmuje około 56 rodzin.

## Rodziny
- Acaulidae
- Australomedusidae
- Boeromedusidae
- Boreohydridae
- Bougainvilliidae
- Calycopsidae
- Candelabridae
- Capitata
- Cladocorynidae
- Cladonematidae
- Cladosarsiidae
- Clathrozoellidae
- Corymorphidae
- Corynidae
- Cytaeididae
- Eleutheriidae
- Eudendriidae
- Euphysidae
- Halocorynidae
- Hydractiniidae
- Hydrichthyidae
- Hydridae
- Hydrocorynidae
- Margelopsidae
- Milleporidae
- Moerisiidae
- Niobiidae
- Oceanidae
- Pachycordylidae
- Pandeidae
- Paracorynidae
- Pennariidae
- Polyorchidae
- Porpitidae
- Proboscidactylidae
- Protiaridae
- Protohydridae
- Pteronema
- Ptilocodiidae
- Rathkeidae
- Rhysiidae
- Rosalindidae
- Russelliidae
- Solanderiidae
- Sphaerocorynidae
- Stylasteridae
- Teissieridae
- Trichydridae
- Tricyclusidae
- Tubidendridae
- Tubulariidae
- Zancleidae
- Zancleopsidae